# Oberwies
Oberwies es un municipio situado en el distrito de Rin-Lahn, en el Estado federado de Renania-Palatinado (Alemania). Tiene una población estimada, a fines de 2020, de 146 habitantes.
Se encuentra ubicado al este del Estado, cerca de los ríos Lahn y Rin, y de la frontera con el Estado de Hesse.